# Оленец

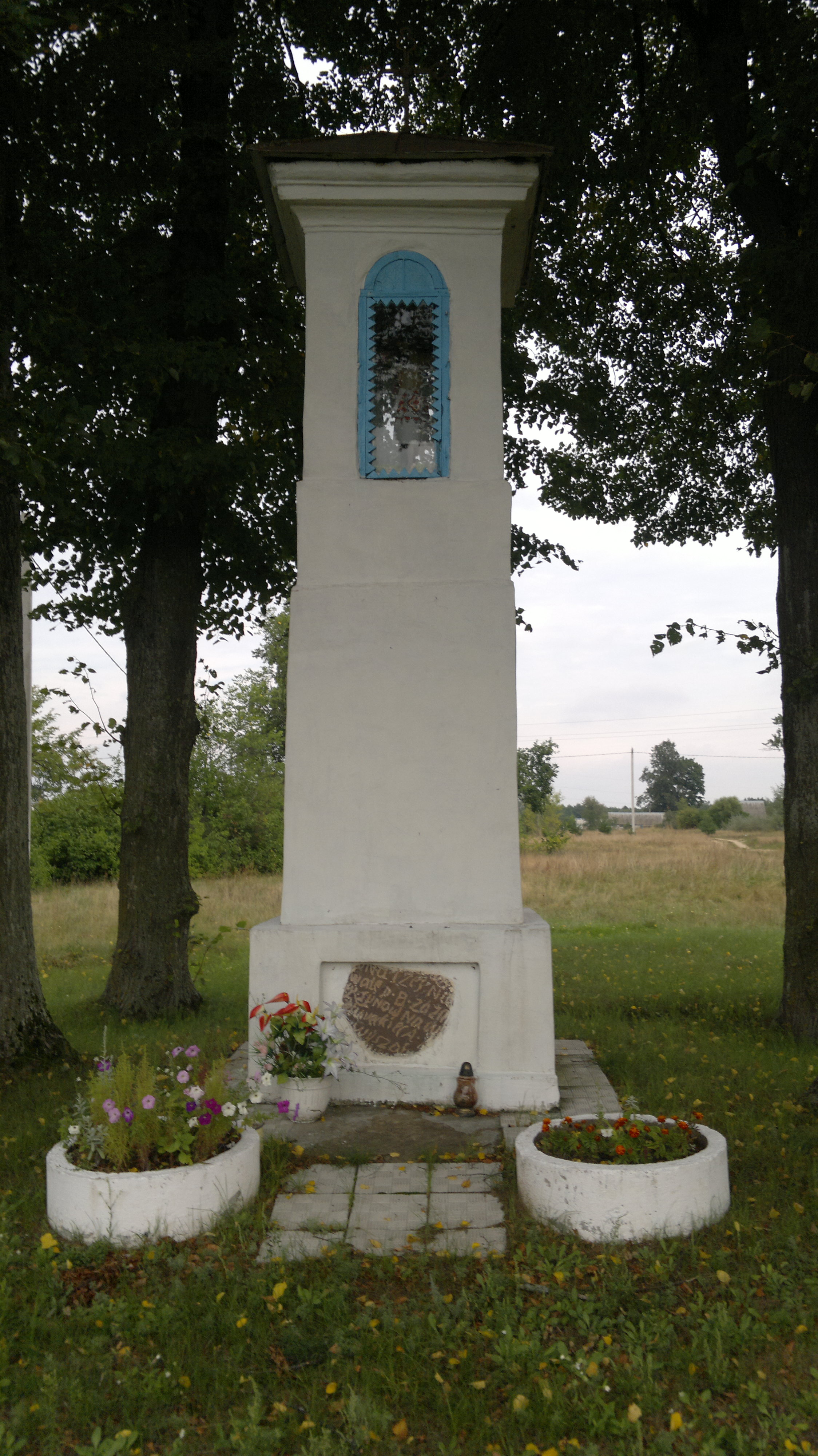
Придорожная часовня (каплица)

Олене́ц (бел. Аляне́ц, пол. Oleniec) — деревня в Сморгонском районе Гродненской области Белоруссии.
Входит в состав Залесского сельсовета.
Расположена у восточной границы района, на левом берегу реки Вилия. Расстояние до районного центра Сморгонь по автодороге — около 12 км, до центра сельсовета агрогородка Залесье  по прямой — 2,5 км. Ближайшие населённые пункты — Амелино, Бельково, Засковичи. Площадь занимаемой территории составляет 0,4201 км², протяжённость границ 5820 м.

## История
Деревня отмечена на карте 1850 года под названием Оленецк в составе Беницкой волости Ошмянского уезда Виленской губернии. В 1865 году Оленец насчитывал 21 дым (двор) и 157 жителей, из них 137 православных и 20 католиков (99 ревизских душ). Входил в состав имения Залесье князей Огинских.
После Советско-польской войны, завершившейся Рижским договором, в 1921 году Западная Белоруссия отошла к Польской Республике и деревня была включена в состав новообразованной сельской гмины Беница Молодечненского повета Виленского воеводства.
В 1938 году Оленец насчитывал 79 дымов и 411 душ.
В 1939 году, согласно секретному протоколу, заключённому между СССР и Германией, Западная Белоруссия оказалась в сфере интересов советского государства и её территорию заняли войска Красной армии. Деревня вошла в состав новообразованного Сморгонского района Вилейской области БССР. После реорганизации административного-территориального деления БССР деревня была включена в состав новой Молодечненской области в 1944 году. В 1960 году, ввиду новой организации административно-территориального деления и упразднения Молодечненской области, Оленец вошёл в состав Гродненской области.

## Население
| 1865 | 1938 | 1999 | 2009 |
| ---- | ---- | ---- | ---- |
| 157  | 411  | 110  | 77   |

## Транспорт
Через деревню проходит автомобильная дорога республиканского значения Р106 Молодечно — Сморгонь.
Также через Оленец проходят регулярные автобусные маршруты:
- Сморгонь — Молодечно[9]
- Лида — Молодечно[10]

## Достопримечательности
В центре деревни расположена придорожная часовня построенная в XIX веке.